# Pincher Creek No 9
Pour la ville albertaine, voir Pincher Creek.
Pour le district électoral provincial, voir Pincher Creek (district électoral provincial).
Le district municipal de Pincher Creek No 9 (anglais : Pincher Creek No. 9) est un district municipal de 3,158 habitants en 2011, situé dans la province d'Alberta, au Canada.

## Communautés et localités
Bourgs
- Pincher Creek

Villages
- Cowley

Hameaux
- Beaver Mines
- Lowland Heights
- Lundbreck
- Pincher Station
- Twin Butte

Localités
- Burmis
- Chapel Rock
- Drywood
- Improvement District No. 40
- Maycroft
- North Fork
- Pecten
- Springridge
- Summerview
- Tod Creek

## Démographie
| 2011  | 2016  |
| ----- | ----- |
| 3 158 | 2 965 |

## Sites
- Aire provinciale de loisir de Beaver Mines Lake
- Aire provinciale de loisir de Waterton Reservoir
- Aire provinciale de loisir de Syncline
- Aire provinciale de loisir de Castle River Bridge
- Aire provinciale de loisir des Castle Falls
- Réserve écologique des West Castle Wetlands